# Màia
Màia va ser un grup català de música pop que es va crear l'any 2012. A l'inici eren un trio, i al 2016 van passar a ser un duet amb Marina Prades i Gus Wallin. La tardor de l'any 2018 van anunciar la seva dissolució.

## Història
Màia neix a mitjans de 2012 com un grup pop de cançons pròpies amb pinzellades d'altres estils musicals. "Màia" és el nom del grup i prové de la nena que apareix a la portada de Miracles ambulants. El grup guanya el primer premi del concurs Sons&Lleure en la categoria pop&rock consistent en la gravació d'una demo el mateix any 2012.
Tot va començar amb un anunci al web d'Atiza del Gus Wallin (ex guitarrista de La Más Fina) on buscava cantant. En aquell moment és quan es van conèixer la Marina Prades i el Gus Wallin. Aleshores van començar a fer un projecte en castellà i després els va venir de gust treballar en català. Per altra banda la Marina Prades i el Lluís de Puig es coneixen del conservatori (estudiaven violí junts) i ell s'afegeix al grup.
Miracles ambulants és l'àlbum debut del grup publicat el gener de l'any 2014, editat per DiscMedi. El disc és personal i t'hi pots sentir identificat en les lletres de fets i desfets quotidians que expliquen, històries que et toquen de prop i et fan reflexionar; tot això mesclat amb músiques tranquil·les i emotives. Màia presenta un disc d'ànima propera i ple de detalls personals per anar descobrint a poc a poc, de manera compartida i alhora intimista.
Estels a les butxaques és el segon CD del grup, publicat el 24 de març del 2015. La discogràfica és DiscMedi i ha estat enregistrat als estudis Blind Records de Barcelona. Aquest CD va ser presentat el dia 10 d'abril del 2015 la Sala Apolo 2 de Barcelona. Per aconseguir finançament per aquest CD van posar en marxa un Verkami amb aportacions per arribar a 5.000 euros. La productora Fitzcarraldo Films va ser la responsable dels videoclips d'Aftersun i Mai. La portada del disc conté personatges "amagats" com la medusa de la cançó Aftersun, el cargol de la cançó El circ de les estones perdudes, i el coet que apareix a diverses cançons.
En 2016 Lluís de Puig abandona el grup per endinsar-se en altres projectes musicals. Un any més tard, el 2017, el duo resultant va llançar el tercer àlbum, Esclat. Aquesta vegada la discogràfica és Música Global i el estil musical més electropop.
El tardor de 2018 el grup va comunicar que s'acomiada. L'actuació final va ser un concert l'11 d'octubre a la sala Luz de Gas.

## Estil musical
Ells mateixos es defineixen com:
"Un cor fràgil i unes mans enormes per esquinçar l'univers i descobrir què es vessa d'ell. Màia és descobrir que a la vida no importa la durada sinó la intensitat amb què es viu"
"Màia explica històries en les seves cançons. No hi ha pretensions més que gaudir i fer gaudir. I com a més gent arribem, millor"
El grup es defineix com "hiperactiu musical" perquè no pararien mai de fer música: "Ens moven dins d'un espai creatiu amb moltes idees i inquietuds, i sempre tenim pressa. Pressa positiva".
Afirmen tenir diverses influències, inquietuds i estils deriven en un grup pop de melodies cuidades i veus treballades.
"No sabem catalogar-nos, però tampoc és difícil: Fem cançons en català dins d'un estil pop-folk melòdic amb matisos indie."
Amb influències modernes i clàssiques, Màia aposta per un pop elegant i instrumentalment ric i detallista on predomina el so del violí i l'harmonia de les veus, amb unes melodies cuidades i unes lletres que expliquen històries amb una barreja de lírica urbana, metàfores personals, tints onírics i una certa poesia.

## Components finals
- Marina Prades: veu principal, violí i arrangista. Llicenciada en Magisteri Musical i Superior de violí pel Conservatori del Liceu.
- Gus Wallin (compositor, lletrista, guitarra acústica). Ex guitarrista de La Más Fina i ex compositor, lletrista, vocalista y guitarrista de Belgrado. Treballa com a publicista.[13][1][14]

## Obres i activitat

### Àlbums
- Miràcles ambulants (DiscMedi, 2014)
- Estels a les butxaques (DiscMedi, 2015)
- Esclat (Música Global, 2017)

### Actuacions
- Gira Akustik de La Vanguardia dins del Festival Strenes de Girona (2014)[15]
- Escenari village del Festival Jardins de Pedralbes (2015)[16]
- Festival Acústica de Figueres (2015)[16]
- MEV'2015 (Música en Viu Piera)[17]

## Nominacions
- 2015: Nominats a millor grup revelació Premis ARC 2015[18]
- 2015: Premis Enderrock